# WNT5B
WNT5B (англ. Wnt family member 5B) – білок, який кодується однойменним геном, розташованим у людей на короткому плечі 12-ї хромосоми. Довжина поліпептидного ланцюга білка становить 359 амінокислот, а молекулярна маса — 40 323.
| 10         |  | 20         |  | 30         |  | 40         |  | 50         |
| ---------- |  | ---------- |  | ---------- |  | ---------- |  | ---------- |
| MPSLLLLFTA |  | ALLSSWAQLL |  | TDANSWWSLA |  | LNPVQRPEMF |  | IIGAQPVCSQ |
| LPGLSPGQRK |  | LCQLYQEHMA |  | YIGEGAKTGI |  | KECQHQFRQR |  | RWNCSTADNA |
| SVFGRVMQIG |  | SRETAFTHAV |  | SAAGVVNAIS |  | RACREGELST |  | CGCSRTARPK |
| DLPRDWLWGG |  | CGDNVEYGYR |  | FAKEFVDARE |  | REKNFAKGSE |  | EQGRVLMNLQ |
| NNEAGRRAVY |  | KMADVACKCH |  | GVSGSCSLKT |  | CWLQLAEFRK |  | VGDRLKEKYD |
| SAAAMRVTRK |  | GRLELVNSRF |  | TQPTPEDLVY |  | VDPSPDYCLR |  | NESTGSLGTQ |
| GRLCNKTSEG |  | MDGCELMCCG |  | RGYNQFKSVQ |  | VERCHCKFHW |  | CCFVRCKKCT |
| EIVDQYICK  |  |            |  |            |  |            |  |            |

A: Аланін

C: Цистеїн

D: Аспарагінова кислота

E: Глутамінова кислота

F: Фенілаланін

G: Гліцин

H: Гістидин

I: Ізолейцин

K: Лізин

L: Лейцин

M: Метіонін

N: Аспарагін

P: Пролін

Q: Глутамін

R: Аргінін

S: Серин

T: Треонін

V: Валін

W: Триптофан

Кодований геном білок за функцією належить до білків розвитку. 
Задіяний у такому біологічному процесі, як сигнальний шлях Wnt. 
Локалізований у позаклітинному матриксі.
Також секретований назовні.